# Heggelia
Heggelia est une localité du comté de Troms, en Norvège.

## Géographie
Administrativement, Heggelia fait partie de la kommune de Målselv.